# Laid Back (Musiktheorie)
Unter laid back, laid-back oder laidback wird in den Musikwissenschaften ein Beat verstanden, der, was das Mikrotiming betrifft, gewöhnlich ein wenig hinter den strikten Akzenten zum Beispiel eines 4/4-Takts gespielt wird. Im Grunde bezeichnet laid back eine Spielhaltung, bei der die Musiker im Sinne von „zurückgelehnt“ entspannt um das Metrum herumspielen, ohne dass der Rhythmus zwingend schleppt. In vielen Musikprogrammen wird ein laid back ermöglicht, indem vordefinierte Grooves als Presets anwählbar sind, ohne dass die Pads im Editor einzeln versetzt werden müssen. Das Metrum bleibt indes erhalten. Es gibt auch Auffassungen, nach denen ein laid back dem in front, also dem treibenden vor dem eigentlichen Akzent spielen, wie zum Beispiel beim Funk, entgegenstehen.
Ein deutliches Beispiel findet sich zum Beispiel mit Time's Up von den Buzzcocks, wie bei vielen Punkbands. Auch im Jazz, besonders im Swing und im Hardbop findet sich eine entsprechende Spielweise. Ebenso im Hip-Hop, Dub und Reggae. In der Rockmusik können unter anderem The Velvet Underground und Lou Reed genannt werden.